# Škoda 27Tr Solaris
Škoda Solaris 27Tr е нископодов тролейбус, произведен от Škoda Electric съвместно със Solaris Bus & Coach.

## История
Прототипът на Skoda Solaris 27Tr е завършен в края на 2009 г. в чешкия град Пилзен. После е бил изпратен в град Острава.
Тролейбусът Škoda Solaris 27Tr използва каросерията на автобус Solaris Urbino 18, производство на полската фирма Solaris Bus & Coach. Тролейбусът разполага с асинхронен електрически двигател. Според изискванията на клиентите, тролейбусът може да бъде оборудван и с дизелов двигател. Броят на електронните табели, показващи маршрута, също могат да се различават според изискванията на клиентите. В салона на превозното средство има климатик и информационна система за пътниците.

## Škoda Solaris 27Tr заСофия
Производството на първия тролейбус Škoda Solaris 27Tr за София започва с доставката на неговото шаси. То е произведено от полската фирма Solaris Bus & Coach. Шасито е доставено в завода на Škoda Electric A.S. в град Пилзен през октомври 2013 г. В завода на Škoda е монтирано електрооборудването на тролейбусите. Тестовете на прототипа започват в началото на декември 2013 г. в град Пилзен. След завършването на изпитанията тролейбусът е изпратен в София. В началото на 2014 г. започва серийното производство на тролейбуса. В София вече са доставени 50 тролейбуса Škoda Solaris 27Tr.

## Škoda Solaris 27Tr заРига
През 2013 г. е сключен договор между компанията за градски транспорт в Рига и фирмата Шкода за доставка на 125 броя тролейбуси Škoda Solaris 27Tr. Първите тролейбуси бяха доставени през октомври 2014 г.

## Škoda Solaris 27Tr заПилзен
На 22 юли 2010 г. е бил произведен първият тролейбус. Той е с номер 526. Тролейбусът не е превозвал пътници първоначално, но на 27 септември 2010 г. е започнал да работи с пътници. Останалите тролейбуси от този модел бяха построени в края на 2010 г. През ноември 2012 г. са произведени още шест тролейбуса.

## Škoda Solaris 27Tr заЗлин
През 2013 и 2014 г. в град Злин са доставени 11 тролейбуса. Те разполагат с климатик за водача и пътниците. Нямат дизелов двигател.

## Škoda Solaris 27Tr заЧеске Будейовице
През 2014 и 2015 г. трябва да бъдат доставени 10 тролейбуса Škoda Solaris 27Tr. Всички те нямат дизелов двигател и климатик за пътниците, имат климатик само за шофьора.

## Технически параметри
Тролейбусът има дължина 18 m, като може да побере 50 седящи и 117 правостоящи пътници. Задвижването се осъществява благодарение на асинхронен тягов двигател с мощност 240 kW, който задвижва задната ос. Някои тролеи разполагат и с дизелов двигател.
- Каросерия: използва каросерията на автобуса Solaris Urbino 18
- Дължина / ширина / височина: 18 000/2550/3450 mm;
- Тегло: 19000 kg (нето) и 29970 kg (бруто);
- Височина на вратите: 320/340 mm;
- Максимална скорост: 70 km/h;
- Седалки: 40 – 50 (в зависимост от това дали има дизелов двигател);
- Места за правостоящи: 120 – 167 (в зависимост от това дали има дизелов двигател);
- Задно задвижване;
- Електроника: Škoda Electric A.S
- Тягов двигател: 240 kW асинхронен;
- Вид на тяговия двигател: AC диск с IGBT технология.
- Допълнителни асинхронни двигатели: Siemens
- Помощен серводвигател: Bosch
- Климатици: Konvekta
- Отопление: Eltop.

## Разпространение
| Държава  | Град             | Количество | Инвентарни номера                   | Забележки                                                                                             |
| -------- | ---------------- | ---------- | ----------------------------------- | --- |
| България | София            | 80         | 1650 – 1674, 2675 – 2699, 2801–2830 | Разполагат с дизелов двигател.Последните 30 бройки са от модела Skoda 27Tr Solaris IV и имат батерии. |
| Чехия    | Острава          | 9          | 3802 – 3810                         | Първият произведен тролей от този модел е 3802. Нямат дизелов двигател.                               |
| Чехия    | Пилзен           | 16         | 525 – 545                           | Четири броя разполагат с дизелов двигател.                                                            |
| Чехия    | Злин             | 11         | 451 – 461                           | Нямат дизелов двигател.                                                                               |
| Чехия    | Ческе Будейовице | 6          | 89 – 94                             | Нямат дизелов двигател.                                                                               |
| Чехия    | Усти над Лабе    | 19         | 610 – 628                           | Нямат дизелов двигател.                                                                               |
| Латвия   | Рига             | 100        | непоследователни                    | Разполагат с дизелов двигател. Очакват се 125 броя.                                                   |
| Унгария  | Будапеща         | 16         | 9000 – 9015                         | Разполагат с дизелов двигател.                                                                        |
| Словакия | Жилина           | 18         | 266 – 277, 287 – 292                | Разполагат с дизелов двигател. С каросерия на Solaris Urbino 18 IV                                    |